# Chloe Sutton
Chloe Sutton (Vandenberg légitámaszpont, 1992. február 3. –) amerikai úszónő, olimpikon.

## Pályafutása
Pályája a 2000-es évek végén indult be. Ezekben az években több érmet is szerzett. A 2009-es úszó-világbajnokságon lett nemzetközileg is ismert. Sportolóként részt vett a 2012. évi nyári olimpiai játékokon.

## Fordítás
- Ez a szócikk részben vagy egészben  a   Chloe Sutton című angol Wikipédia-szócikk ezen változatának fordításán alapul.  Az eredeti cikk szerkesztőit annak laptörténete sorolja fel. Ez a jelzés csupán a megfogalmazás eredetét és a szerzői jogokat jelzi, nem szolgál a cikkben szereplő információk forrásmegjelöléseként.